# Transtorno de personalidade depressiva
Transtorno de personalidade depressiva (também conhecido como transtorno de personalidade melancólica) é um diagnóstico psiquiátrico controverso que denota um transtorno de personalidade com sintomas depressivos.
Originalmente incluídas no American Psychiatric Association's DSM-II, o transtorno de personalidade depressiva foi removida a partir do DSM-III e DSM-III-R. Recentemente, tem sido reconsiderada para a reintegração como um diagnóstico. O transtorno de personalidade depressiva é atualmente descrita no Apêndice B do DSM-IV-TR como merecedor de um estudo mais aprofundado. Embora não listado como um transtorno de personalidade, o diagnóstico está incluído na secção "transtorno de personalidade não especificado".
Enquanto que o transtorno de personalidade depressiva compartilha algumas semelhanças com transtornos do humor, tais como distimia, ele também compartilha muitas semelhanças com os transtornos de personalidade , incluindo o transtorno de personalidade esquiva. Alguns pesquisadores argumentam que o transtorno de personalidade depressiva é suficientemente distinto de outras patologias, para merecer um diagnóstico diferenciado.

## Características
O DSM-IV define o transtorno de personalidade depressiva como "um padrão invasivo de episódios depressivos, cognições e comportamentos começando pelo início da idade adulta e que ocorrem em uma variedade de contextos." O transtorno de personalidade depressiva ocorre antes, durante, e depois de episódios depressivos maiores, tornando-o um transtorno diferenciável da depressão. Especificamente, cinco ou mais dos seguintes sintomas devem estar presentes na maioria dos dias por pelo menos dois anos para que o diagnóstico seja feito:
- O humor é habitualmente caracterizado por desânimo, desalento e infelicidade
- Auto-conceito centrado na crença de ser incapaz, de ser inutil e de ter uma baixa auto-estima
- É autodepreciativo, culpando-se sempre a si mesmo
- Preocupa-se facilmente
- É negativista, crítico e intolerante em relação aos outros
- É pessimista
- É propenso a se sentir culpado ou com remorso[1]

Pessoas com transtorno de personalidade depressiva têm geralmente uma sombria perspectiva sobre a vida, sobre si, o passado e o futuro. Eles são atormentados por problemas de desenvolvimento e manutenção de relacionamentos. Além disso, os estudos descobriram que as pessoas com transtorno de personalidade depressiva são mais propensas a procurar uma psicoterapia que as pessoas com Eixo I do expectro de depressão.
Estudos recentes concluíram que as pessoas com transtorno de personalidade depressiva estão em maior risco de desenvolver distimia comparável ao grupo de pessoas sem transtorno de personalidade depressiva. Estes resultados levam para o fato de que o transtorno de personalidade depressiva é um potencial tipo de depressão. Se incluída no DSM-V, o transtorno de personalidade depressiva seria incluída como um sinal de alerta para o desenvolvimento de potencialidades dos mais graves episódios depressivos.
|                                          | Presente (N=30) | Presente (N=30) | Ausente (N=24) | Ausente (N=24) |      |
| Transtorno                               | N               | %               | N              | %              | pa   |
| ---------------------------------------- | --------------- | --------------- | -------------- | -------------- | ---- |
| Depressão Maior                          |                 |                 |                |                |      |
| Atual                                    | 12              | 40%             | 7              | 29%            | 0.57 |
| Tempo de vida                            | 25              | 83%             | 17             | 71%            | 0.33 |
| Transtorno Bipolar                       |                 |                 |                |                |      |
| Atual                                    | 2               | 7%              | 2              | 8%             | 1.00 |
| Tempo de vida                            | 2               | 7%              | 4              | 17%            | 0.39 |
| Distimia                                 |                 |                 |                |                |      |
| De Todos Os Tipos                        | 11              | 37%             | 8              | 33%            | 1.00 |
| Primária de início precoce               | 5               | 17%             | 5              | 21%            | 0.74 |
| Qualquer transtorno do humor             |                 |                 |                |                |      |
| Atual                                    | 20              | 67%             | 14             | 58%            | 0.58 |
| Tempo de vida                            | 28              | 93%             | 22             | 92%            | 1.00 |
| De uso de substâncias (tempo de vida)    | 11              | 37%             | 7              | 29%            | 0.77 |
| Transtornos de ansiedade (tempo de vida) | 15              | 50%             | 11             | 46%            | 0.79 |
| Somatoform disorders (tempo de vida)     | 2               | 7%              | 1              | 4%             | 1.00 |
| Transtornos alimentares (tempo de vida)  | 7               | 23%             | 1              | 4%             | 0.06 |

## Subtipos de Million
Theodore Millon identificou cinco subtipos de depressão. Qualquer indivíduo pode apresentar nenhum, um ou mais dos seguintes subtipos:
| Subtipo                      | Descrição                                    | Traços de personalidade |
| ---------------------------- | -------------------------------------------- | --- |
| Depressivo mal-humorado      | Incluindo atitudes negativistas              | Os pacientes deste subtipo são frequentemente hipocondríacos, rabugentos e irritadiços, cheios de culpa e autocondenadores. Em geral, depressivos mal-humorados caem sobre si mesmos e pensam o pior de tudo.                                                             |
| Depressivo voguish           | Incluindo atitudes histrónicas e narcisistas | Os depressivos voguish vêem a infelicidade como um modo popular e elegante de desencantamento social, depressão pessoal como auto-glorificação e sofrimento como enobrecedor. A atenção de amigos, familiares e médicos é vista como um aspecto positivo da sua condição. |
| Depressivo auto-depreciativo | Incluindo atitudes dependentes               | Os pacientes que se enquadram nesse subtipo são autodisciplinados, desacreditados, odiosos, desonrosos e se depreciam por fraquezas e deficiências. Esses pacientes se culpam por não serem bons o suficiente.                                                            |
| Depressivo mórbido           | Incluindo atitudes esquizóides e masoquistas | Os depressivos mórbidos experimentam profundo abatimento e melancolia, são altamente lúgubres e freqüentemente se sentem esgotados e oprimidos. |
| Depressivo teimoso           | Incluindo atitudes borderline e evitativas   | Os pacientes que se enquadram nesse subtipo são consistentemente instáveis, agitados, forjados em desespero e perturbados. Este é o subtipo com maior probabilidade de cometer suicídio, a fim de evitar todo o desespero na vida.                                        |

Nem todos os pacientes com um transtorno depressivo têm um subtipo. Esses subtipos são multidimensionais, em que os pacientes geralmente experimentam múltiplos subtipos, em vez de se limitarem a se enquadrarem em apenas um. Atualmente, este conjunto de subtipos está associada ao transtorno de personalidade depressiva. Todos os transtornos de personalidade do espectro da depressão são melancólicos e podem ser analisados em termos desses subtipos.

## O DSM-5

### Semelhanças com a distimia
Grande parte da controvérsia em torno da possível inclusão do transtorno de personalidade depressiva no DSM-5 decorre de suas aparentes semelhanças com o transtorno distímico, um diagnóstico já incluído no DSM-IV. O distúrbio distímico é caracterizado por uma variedade de sintomas depressivos, como hipersonia ou fadiga, baixa autoestima, falta de apetite ou dificuldade para tomar decisões, por mais de dois anos, com sintomas nunca numerosos ou graves o suficiente para a qualificar como transtorno depressivo maior. Pacientes com distúrbio distímico podem experimentar retraimento social, pessimismo e sentimentos de inadequação em taxas mais altas do que outros pacientes do espectro da depressão. Distimia de início precoce é o diagnóstico mais estreitamente relacionado ao transtorno de personalidade depressiva.
A principal diferença entre transtorno distímico e transtorno de personalidade depressiva é o foco dos sintomas usados para diagnosticar. O distúrbio distímico é diagnosticado observando os sentidos somáticos, os sentidos mais tangíveis. O transtorno de personalidade depressiva é diagnosticado observando-se os sintomas cognitivos e intrapsíquicos. Os sintomas de transtorno distímico e transtorno de personalidade depressiva podem parecer semelhantes à primeira vista, mas a maneira como esses sintomas são considerados distingue os dois diagnósticos.

### Comorbidade com Outros Transtornos
Muitos pesquisadores acreditam que o transtorno de personalidade depressiva é tão altamente comórbido com outros transtornos depressivos, episódios maníaco-depressivos e transtorno distímico, que é redundante incluí-lo como um diagnóstico distinto. Estudos recentes, no entanto, descobriram que o transtorno distímico e o transtorno da personalidade depressiva não são tão comórbidos quanto se pensava anteriormente. Verificou-se que quase dois terços dos indivíduos do teste com transtorno de personalidade depressiva não apresentavam transtorno distímico e 83% não apresentavam distimia de início precoce.
A comorbidade com transtornos depressivos do Eixo I não é tão alta quanto se supunha. Um experimento conduzido por psicólogos americanos mostrou que o transtorno de personalidade depressiva mostra uma alta taxa de comorbidade com depressão maior experimentada em algum momento da vida e com quaisquer transtornos de humor experimentados em qualquer momento da vida. Uma alta taxa de comorbidade com esses distúrbios é esperada em muitos diagnósticos. Quanto à taxa de comorbidade extremamente alta com transtornos de humor, verificou-se que, essencialmente, todos os transtornos de humor são comórbidos com pelo menos um outro, especialmente quando se olha para um tamanho de amostra da vida.

## Leitura complementar
- Finnerty, Todd (2009). Depressive Personality Disorder: Understanding Current Trends in Research and Practice. Columbus, OH: WorldWideMentalHealth.com.
- Huprich, Steven K. (2009). What Should Become of Depressive Personality Disorder in DSM-V? Harvard Review of Psychiatry, 17:1,41-59.
- Millon, Theodore; Davis; Roger; Millon, Carrie (1997). MCMI-III Manual, 2nd edition. Minneapolis, MN: National Computer Systems.